# حوزه علمیه آخوندملاعلی همدانی
حوزه علمیه آخوندملاعلی همدانی  مربوط به دوره قاجار است و در همدان، خ، شهداء (شورین)، کوچه مدرسه آخوند واقع شده و این اثر در تاریخ ۱ شهریور ۱۳۷۸ با شمارهٔ ثبت ۲۴۲۶ به‌عنوان یکی از آثار ملی ایران به ثبت رسیده است.